# 訶額侖
诃额仑兀真（羅馬化：Ö'elün Üjin，直译：「诃额仑夫人」；活跃期1140年–1210年），《元史》译作月伦（也稱月倫太后），是大蒙古国贵妇，铁木真（後为成吉思汗）的母亲。据《蒙古秘史》所载，诃额仑在儿子崛起掌权过程中发挥重要作用。
诃额仑生于弘吉剌部的斡勒忽讷氏，最初与蔑儿乞部贵族赤列都结婚。婚后不久，诃额仑便遭蒙古部重要人物也速该掳掠，被他强纳为正妻。诃额仑与也速该育有四子铁木真、合撒儿、合赤温、帖木格、一女帖木仑。也速该遭塔塔儿人毒毙后，蒙古部众弃她家而去，诃额仑含辛茹苦，凭坚韧与组织才能（历史学家对此亦有所称赞），将所有子女抚养至成年。铁木真与孛儿帖结婚后，诃额仑仍继续发挥重要作用——婆媳二人共同打理营帐，为铁木真出谋划策。
1187年，铁木真遭遇重创，诃额仑为感激也速该的旧家臣蒙力克的支持，与他结婚。此后数十年间，诃额仑代行也速该之责，操办子女婚事，维系各方联盟。1206年，铁木真获尊号为“成吉思皇帝”，是为成吉思汗，诃额仑或许觉得相较于自己的付出，所获回报颇显不足。诃额仑还深度卷入成吉思汗与弟弟合撒儿、帖木格及蒙力克第四子阔阔出间的纷争；或许因居中调解压力过大，她不久后便离世，具体日期不详。

## 名字与史料
蒙古语并无通用的罗马化系统，故而蒙古人名存在诸多现代拼写方式，其发音可能与原名大相径庭 。因此，Hö'elün一名在英语中亦作Ö'elün，有时加意为“夫人”的后缀兀真Üjin。
有关诃额仑生平事迹，大多源于《蒙古秘史》，《蒙古秘史》是13世纪中叶史诗，讲述大蒙古国的形成过程。该史料对诃额仑赞誉有加，称她为子女提供诸多良策，维系稳定，对诃额仑持颇为肯定的态度，或许其佚名作者与诃额仑有所关联。尽管《蒙古秘史》的时间线常欠精准，叙事中亦融入诸多诗意元素，但因不隐讳令人难堪的细节，而被视作颇具价值的史料，这使其有别于诸如14世纪波斯历史学家拉施德丁所著《史集》等其他史料。

## 生平

### 早年与最初两段婚姻

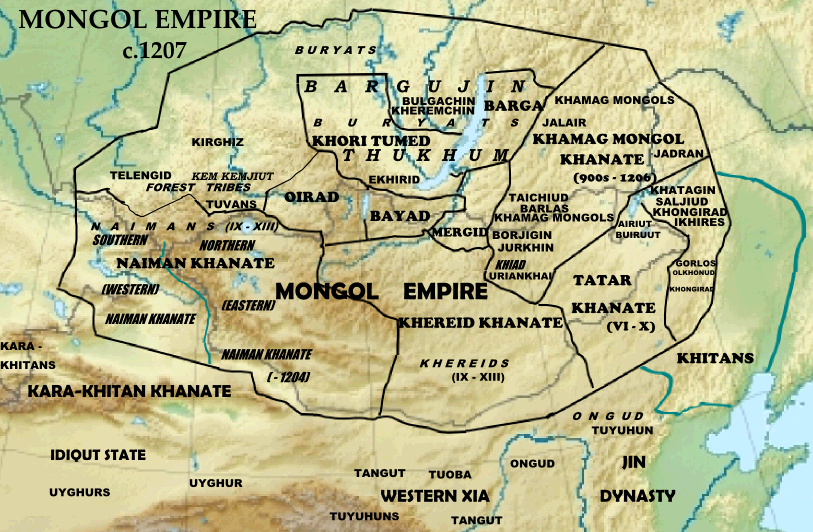
约1207年的蒙古诸部落。斡勒忽讷氏居于极东之地，临近契丹人；乞颜部孛儿只斤氏如也速该则居于斡勒忽讷氏与蔑儿乞部之间。

据《蒙古秘史》记载，诃额仑生于弘吉剌部的斡勒忽讷氏。弘吉剌人居住在也里古纳河以南的合剌温山沿线，位于今内蒙古自治区境内，斡勒忽讷氏则居住在合勒河源头附近。诃额仑出落得亭亭玉立，父母为她安排一桩美满的婚事，将她许配给蔑儿乞部首领脱脱的弟弟赤列都。诃额仑年约十五岁时，二人于斡勒忽讷氏之地举行正式婚礼。夫妻二人返回赤列都家乡途中，遭人伏击。当时外出狩猎的蒙古人（彼时“蒙古人”一词仅指蒙古高原东北部的一个部落成员，因其在大蒙古国形成过程中起核心作用，后来该词用以指代所有部落）见诃额仑貌美体健——17世纪的《蒙古黃金史》称，他们甚至能从她小便处土地的颜色判断其生育能力——孛儿只斤氏贵族拔都儿也速该决定将诃额仑据为己有。因丈夫寡不敌众，若留下恐有性命之忧，诃额仑遂劝他逃走，并将自己的上衣交予他，以便他日后凭此记住自己的气味。
抢婚在草原上并不罕见，但历史学家安妮·布罗德布里奇（Anne F. Broadbridge）称，此举在部落间造成“长期的社会隐患”，从诃额仑往后的人生经历中便可窥见一斑 。尽管或许是因也速该的首领名气，赤列都未曾设法夺回自己耗费诸多时间与钱财才定下的新娘，但蔑儿乞人却未忘却此仇，后来恩怨升级为血仇。诃额仑亦与斡勒忽讷氏娘家断绝联系，也速该或许从未与他们相见；日后艰难岁月里，她无法向娘家人求助，以帮扶自己与也速该的子女。诃额仑被抢一事，多数官方编年史书未予记载，仅见于《蒙古秘史》。也速该此前已娶一女子为妻（历史学家通常称其为速赤格勒），她已育有一子别克帖儿。不过，诃额仑却成为也速该的正妻，缘由并不全然明晰。布罗德布里奇推测，因诃额仑的出身背景使她原本有资格成为首领弟弟的尊贵妻子，故而在也速该眼中，她的地位高于出身低微的女子。
诃额仑生下自己与也速该的长子，《蒙古秘史》称出生地为斡难河右岸的迭里温孛勒答合；此地位置说法不一，有人认为在今蒙古国肯特省达达勒县，也有人认为在俄罗斯外貝加爾邊疆區下屬的阿加布里亞特區南部。出生年份同样存有争议，不同历史学家各有倾向，有人认为在1155年，有人认为在1162年，亦有人认为在1167年。此子取名铁木真，其词义未详。围绕铁木真出生，有诸多传说，其中最著名的一则，是说他出生时手中紧握着一块血块，此为亚洲民间传说中预示此子将成为勇士的象征。亦有说法称，诃额仑因一束光而受孕，此光预示着此子的命运，此传说与孛儿只斤氏神话祖先阿兰豁阿的传说相呼应。也速该与诃额仑后来又育有三子合撒儿、合赤温、帖木格、一女帖木仑。兄弟姐妹皆成长于也速该位于斡难河畔的主营地，于此学会骑马射箭；他们的同伴包括别克帖儿及他同母弟弟别勒古台、也速该家臣蒙力克的七个儿子及部落中的其他孩童。
铁木真八岁时，也速该决意为他订一门合适的亲事。也速该携带继承人前往声望颇高的弘吉剌部牧场，为铁木真与弘吉剌部首领德薛禅之女孛儿帖定下婚约，诃额仑即出身于弘吉剌部。也速该独自骑马归家途中，遇一伙塔塔儿人，便寄希望于草原热情款待陌生人的传统，向其求食。然而塔塔儿人认出曾与他们交战的也速该，遂暗中在其食物中置毒。也速该渐感不适，却仍设法返家；临终之际，他嘱托蒙力克前往弘吉剌部接回铁木真。不久后，也速该便离世而去。

### 女家长与顾问
也速该之死，令其属民百姓——包括孛儿只斤氏、泰赤乌氏及其他氏族之人——团结破碎。因铁木真年仅十岁左右，别克帖儿年长约两岁，二人皆被视为缺乏统治经验。泰赤乌氏众人将诃额仑排除于首领死后的祭祖仪式之外，不久便弃其营盘而去。《蒙古秘史》载，整个孛儿只斤氏皆随之而去，尽管诃额仑试图以荣誉相劝，令其留下，却终未成功。另一方面，拉施特哀丁的《史集》等其他史料则暗示，也速该的弟兄曾支持这位遗孀。或许诃额仑拒绝与其中一人实行夫兄弟婚，亦有可能是《蒙古秘史》作者对当时情形有所渲染。各史料一致认同，也速该麾下多数属民百姓舍弃其家庭，转投泰赤乌部，诃额仑一家生活自此更为艰难。他们过上狩獵採集的传统生活，采挖根茎，拾取坚果，猎捕小动物，捕捞鱼儿。诃额仑的勇气与适应能力对她家庭的存续至关重要。
随着孩子们年岁渐长，矛盾渐生。铁木真与别克帖儿都有成为父亲继承人的资格：虽然铁木真是也速该正妻所生之子，但别克帖儿比他年长至少两岁。依收继婚之法，别克帖儿成年后甚至有可能与诃额仑结婚，成为铁木真的继父。因常为猎物分配之事起争执，矛盾加剧，铁木真与弟弟合撒儿遂设伏杀死别克帖儿。这一禁忌之举，官方正史未予记载，但《蒙古秘史》有所记录，《蒙古秘史》记载，诃额仑怒责二子行事短视，她认为这不过是对他们祖先英雄事迹的愚蠢模仿。

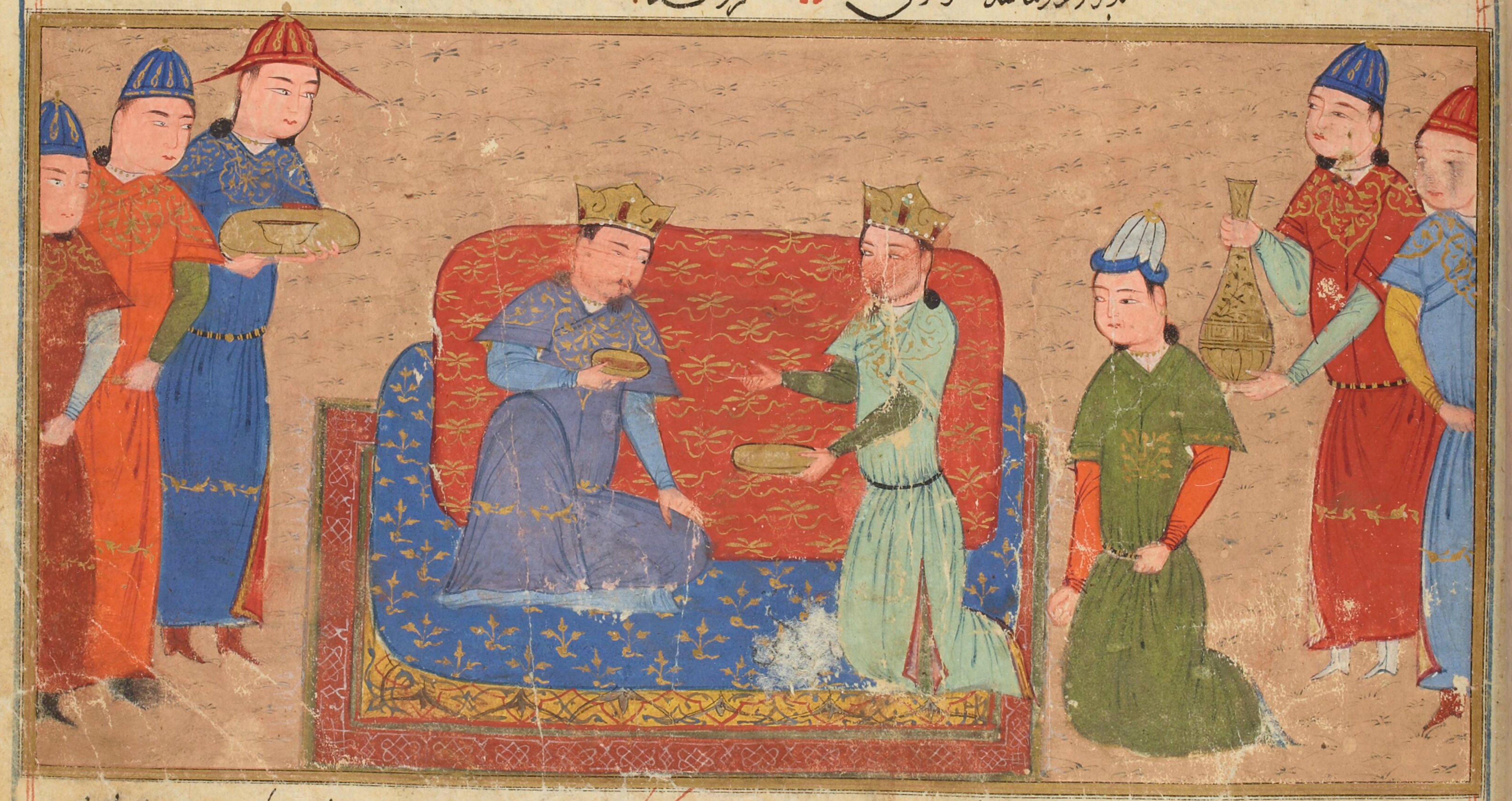
铁木真与脱斡邻勒会面（《史集》，15世纪）

铁木真约十五岁时与孛儿帖结婚，孛儿帖父母赠予诃额仑一件用黑貂皮做的大衣，诃额仑让铁木真将其转赠给克烈部可汗脱斡邻勒，以缔结同盟。诃额仑或许会将部分分工职责让与新儿媳——婆媳二人共同打理铁木真营帐的经济与物资，为他开展军事征战奠定基础。当年，孛儿帖与速赤格勒遭蔑儿乞人掳掠（此举是为报复多年前诃额仑被掳之事），诃额仑亦在场，不过孛儿帖于一年内便被救回。铁木真极为重视诃额仑的建议——他与反目成对手的昔日好友札木合分道扬镳时，首先向诃额仑与孛儿帖征求意见。据《蒙古秘史》记载，诃额仑还收养曲出、阔阔出、失吉忽秃忽、博尔忽四孤儿，当作自己子女的异姓兄弟，但因时间线问题，其中最著名的失吉忽秃忽，实则为孛儿帖所收养。
1187年，札木合在答兰版朱思击败铁木真后，因他残忍对待铁木真的追随者，许多人对他心生反感。其中包括蒙力克及其诸子，他们此前背弃铁木真家庭之事被既往不咎，还备受欢迎，诃额仑更是改嫁蒙力克，这是她的第三次、也是最后一次婚姻。随后几年里，铁木真家人的行踪与活动几近无人知晓，很可能诃额仑像父亲通常所做的那样，为幼子帖木格和女儿帖木仑安排婚事；铁木真逃往中原金朝寻求庇护期间，她亦在维系同盟方面发挥重要作用。1196年铁木真返回草原时，诃额仑或许与他同行。

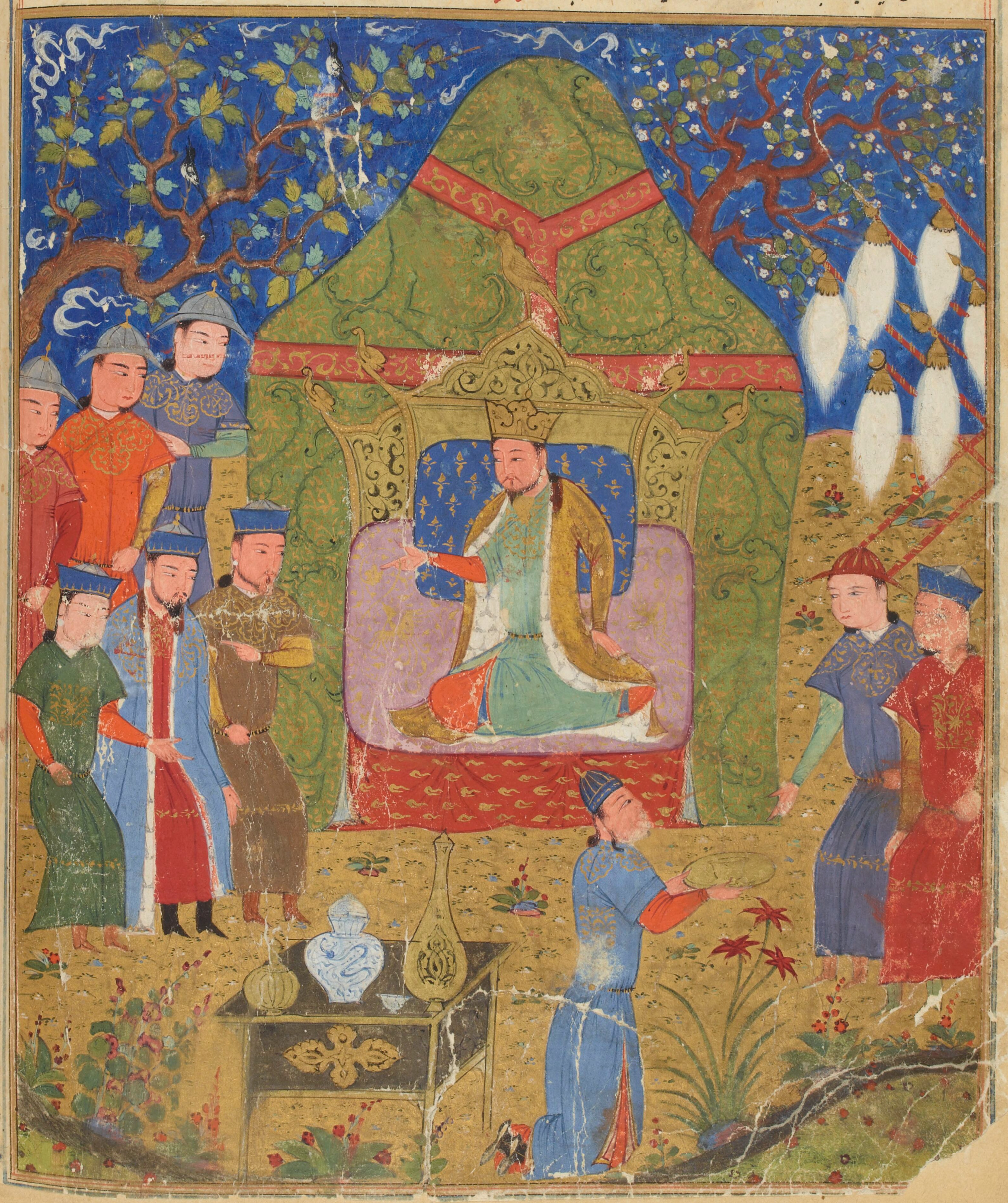
1206年忽里勒台（《史集》，15世纪）

1206年，铁木真即可汗位，获尊号为“成吉思汗”，《元史》称为成吉思皇帝，随后诃额仑的个人生活陷入动荡。在忽里勒台（大会）上，新登极的成吉思汗对助他崛起掌权的人论功行赏——《蒙古秘史》用21个段落详述赏赐细节。据说诃额仑获赐一万名追随者，但这些人是赐予她与幼子帖木格共同所有，她觉得这份赏赐低估自己的付出与成就。相比之下，蒙力克获赐坐在皇帝右手边的特权，使他成为草原上权势第二大之人；鉴于这些情况，他们的婚姻或许因此产生裂痕。
蒙力克第四子萨满巫师阔阔出，亦对成吉思汗的皇位发起挑战。阔阔出设法离间成吉思汗与他弟弟合撒儿、帖木格，诃额仑极力维护他们；后来，她与孛儿帖说服成吉思汗，必须除掉阔阔出，最终帖木格在一场事先安排好的摔跤比赛中完成此事。《蒙古秘史》称，诃额仑心力交瘁，不久后便离世。虽然罗依果等历史学家称此为诗意化的渲染，但她此后的生平事迹便再无记载。忽必烈即皇帝位后，1265年，诃额仑获追尊谥号为宣懿皇后。翌年，太庙建成，诃额仑与也速该同在第一室。

### 引用
1. ↑  Ratchnevsky 1991，第x–xi頁.
2. ↑  Atwood 2004，第415頁.
3. ↑  Atwood 2004，第492–493頁.
4. ↑  Ratchnevsky 1991，第xiv–xvi頁.
5. ↑  Ratchnevsky 1991，第15頁; Atwood 2004，第456頁; May 2018，第20頁.
6. ↑  Broadbridge 2018，第44–45頁.
7. ↑  Atwood 2004，第389–391頁.
8. ↑  Ratchnevsky 1991，第14–15頁; Broadbridge 2018，第45頁.
9. ↑  Broadbridge 2018，第45頁; May 2018，第21頁.
10. ↑  Broadbridge 2018，第47頁; May 2018，第20頁.
11. ↑  Broadbridge 2018，第46–47頁; May 2018，第21–22頁.
12. ↑  Broadbridge 2018，第45頁.
13. ↑  Ratchnevsky 1991，第15頁.
14. ↑  Broadbridge 2018，第45–46頁; Ratchnevsky 1991，第15–16頁.
15. ↑  Broadbridge 2018，第46頁.
16. ↑  Atwood 2004，第97頁.
17. ↑  Ratchnevsky 1991，第17–19頁; Pelliot 1959，第284–287頁; Morgan 1986，第55頁.
18. ↑  Pelliot 1959，第289–291頁; Man 2004，第67–68頁; Ratchnevsky 1991，第17頁.
19. ↑  Brose 2014，§ "The Young Temüjin"; Pelliot 1959，第288頁.
20. ↑  Ratchnevsky 1991，第17頁.
21. ↑  Ratchnevsky 1991，第15–19頁.
22. ↑  Ratchnevsky 1991，第20–21頁; Broadbridge 2018，第49頁.
23. ↑  Ratchnevsky 1991; Broadbridge 2018，第50–51頁.
24. ↑  Ratchnevsky 1991，第22頁; May 2018，第25頁; Secret History, trans. Atwood 2023，§ 71–73.
25. ↑  Ratchnevsky 1991，第22–23頁; Atwood 2004，第97–98頁.
26. ↑  Brose 2014，§ "The Young Temüjin"; Atwood 2004，第98頁.
27. ↑  May 2018，第25頁.
28. ↑  Veit 2019，第120–121, 129頁.
29. ↑  May 2018，第25–26頁.
30. ↑  Ratchnevsky 1991，第23–24頁; Secret History, trans. Atwood 2023，§76–78; Veit 2019，第129頁.
31. ↑  Ratchnevsky 1991，第31頁; Broadbridge 2018，第57頁.
32. ↑  Broadbridge 2018，第58頁.
33. ↑  May 2018，第29–30頁; Broadbridge 2018，第58–59頁.
34. ↑  Broadbridge 2018，第64頁.
35. ↑  Atwood 2004，第492頁; Ratchnevsky 1993，第76–77頁.
36. ↑  Broadbridge 2018，第65頁.
37. ↑  Broadbridge 2018，第65–66頁; Ratchnevsky 1991，第48–50頁.
38. ↑  Broadbridge 2018，第66–67頁.
39. ↑  Broadbridge 2018，第69頁; Ratchnevsky 1991，第90頁.
40. ↑  Broadbridge 2018，第69頁; Ratchnevsky 1991，第95, 98頁.
41. ↑  Biran 2012，第44–45頁; Broadbridge 2018，第69–70頁.
42. ↑  Atwood 2004，第416頁; Broadbridge 2018，第71頁.
43. ↑  《元史》卷106后妃表：“烈祖宣懿皇后，諱月倫，至元二年追上尊諡。”
44. ↑  《元史》卷74祭祀志三·宗廟上：“（至元三年）冬十月，太廟成。丞相安童、伯顏言：‘祖宗世數、尊諡廟號、配享功臣、增祀四世、各廟神主、七祀神位、法服祭器等事，皆宜以時定。’乃命平章政事趙璧等集議，製尊諡廟號，定為八室。烈祖神元皇帝、皇曾祖妣宣懿皇后第一室。”

### 资料来源
- Atwood, Christopher P., , New York: Facts on File, 2004  [2 March 2022], ISBN 978-0-8160-4671-3
- , 由Atwood, Christopher翻译, London: Penguin Classics, 2023, ISBN 978-0-2411-9791-2
- Biran, Michal, , Makers of the Muslim World, London: Oneworld Publications, 2012, ISBN 978-1-78074-204-5
- Broadbridge, Anne F., , Cambridge Studies in Islamic Civilization, Great Barrington: Cambridge University Press, 2018, ISBN 978-1-1086-3662-9
- Brose, Michael C.,  (ebook), Brown, Kerry  (编), , Great Barrington: Berkshire Publishing Group, 2014, ISBN 978-1-933782-66-9
- 柯劭忞, ,  , 二十五史, 1920年
- May, Timothy, , , Edinburgh: Edinburgh University Press: 44–75, 2018, ISBN 9780748642373, JSTOR 10.3366/j.ctv1kz4g68.11, doi:10.3366/j.ctv1kz4g68 (不活跃 2 November 2024)
- Man, John, , London: Bantam Press, 2004, ISBN 978-0-3123-1444-6
- Morgan, David, , The Peoples of Europe, Oxford: Blackwell Publishing, 1986, ISBN 978-0-631-17563-6
- Pelliot, Paul,  I, Paris: Imprimerie nationale, 1959, OCLC 1741887
- Ratchnevsky, Paul, , Oxford: Blackwell Publishing, 1991, ISBN 978-06-31-16785-3
- Ratchnevsky, Paul, , de Rachewiltz, Igor  (编), , Wiesbaden: Harrassowitz Verlag: 75–94, 1993, ISBN 9783447033398
- Veit, Veronika,  [The Strength of Women at the time of the Mongol Empire], Barkmann, Udo; Altangerel, Ganchimeg  (编),  [家庭与社会：蒙古的转型过程], Münster: LIT Verlag: 107–130, 2019, ISBN 978-3-6431-4363-1 （德语）